# Escilacosaure
L'escilacosaure (Scylacosaurus sclateri) és una espècie extinta de sinàpsid de la família dels escilacosàurids que visqué durant el Permià mitjà i superior en allò que avui en dia és Sud-àfrica. Es tracta de l'única espècie reconeguda del gènere Scylacosaurus. Era un teràpsid de mida mitjana que segurament no arribava a un metre de llargada. El crani feia uns 12 cm i era llarg i baix. Tenia una sola dent canina funcional a cada banda de la mandíbula. El nom genèric Scylacosaurus significa ‘llangardaix cadell’ mentre que el nom específic sclateri li fou assignat en honor de William Lutley Sclater, director del Museu Sud-africà des del 1896 fins al 1906.